# Habitatge al carrer Fusina, 14 (Vic)
L'Habitatge al carrer Fusina, 14 és una obra de Vic (Osona) inclosa a l'Inventari del Patrimoni Arquitectònic de Catalunya.

## Descripció
Edifici civil. Casa entre mitgeres que consta de planta baixa i tres pisos. Coberta en teula aràbiga a dues vessants. La façana presenta un portal rectangular i un altre d'arc rebaixat a la planta, tots recoberts d'estuc i que donen pas als establiments comercials. N'hi ha un de molt deteriorat.
Els pisos presenten una graduació en les obertures segons l'alçada. Al primer hi ha dos portals emmarcats en pedra que donen pas a una àmplia balconada amb baranes de forja i llosanes de pedra. Als altres pisos també s'hi obren dos portals i dos balcons de les mateixes característiques. L'estat de conservació, especialment la part baixa, és força dolent.

## Història
Edifici que segurament ja existia al segle xviii, però data de finals del segle xix. És un edifici característic de tipus plurifamiliar, construït pels mestres d'obres locals.
Es troba a l'eixample Morató que el 1734 creà la Plaça dels Màrtirs com a centre del reticulat entre el carrer Manlleu i els Caputxins i entre el carrer Nou i el Passeig. El carrer Fustina seria un dels carrers intermedis d'aquest entramat com el Trinquet, Sant Antoni, Sant Sebastià...